# Nerw kanału skrzydłowego

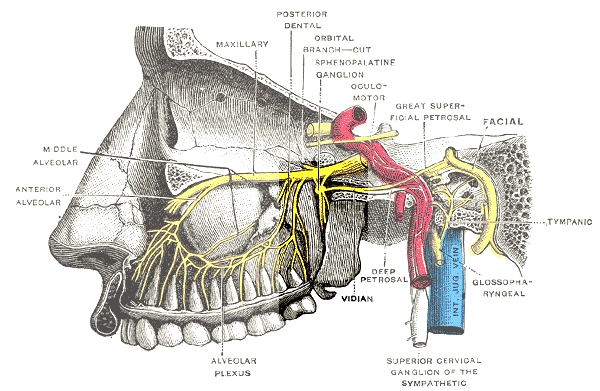
Lewy nerw kanału skrzydłowego, zaznaczony jako VIDIAN, wnikający do zwoju skrzydłowo-podniebiennego

Nerw kanału skrzydłowego, korzeń twarzowy, nerw Vidiusa (łac. nervus canalis pterygodei, nervus Vidii, nervus Vidius) – w anatomii człowieka nerw powstający w dole środkowym czaszki z połączenia nerwu skalistego większego z nerwem skalistym głębokim. Biegnie w kanale skrzydłowym kości klinowej, dociera do zwoju skrzydłowo-podniebiennego. Przenosi między innymi przedzwojowe włókna przywspółczulne (drogą nerwu skalistego większego) do gruczołów błony śluzowej jam nosa, gruczołów podniebiennych i gruczołu łzowego, a także zazwojowe włókna współczulne.
Dawniej w otolaryngologii wykonywano zabieg przecięcia tego nerwu (widektomia), podczas uporczywych katarów, szczególnie alergicznych. 
Nazwa eponimiczna upamiętnia włoskiego anatoma Vidusa Vidiusa, który opisał ten nerw.